# تياغو برادو
تياغو برادو (بالبرتغالية: Tiago Prado‏) (مواليد 3 مايو 1984)، هو لاعب كرة قدم كان يلعب كمدافع.

## وصلات خارجية
- تياغو برادو على موقع رابطة كرة القدم اليابانية للمحترفين (اليابانية)
- تياغو برادو على موقع قاعدة بيانات كرة القدم.إي يو (الإنجليزية)
- تياغو برادو على موقع Soccerway.com (الإنجليزية)
- تياغو برادو على موقع عالم كرة القدم.نت (الإنجليزية)